# Nele in Berlin

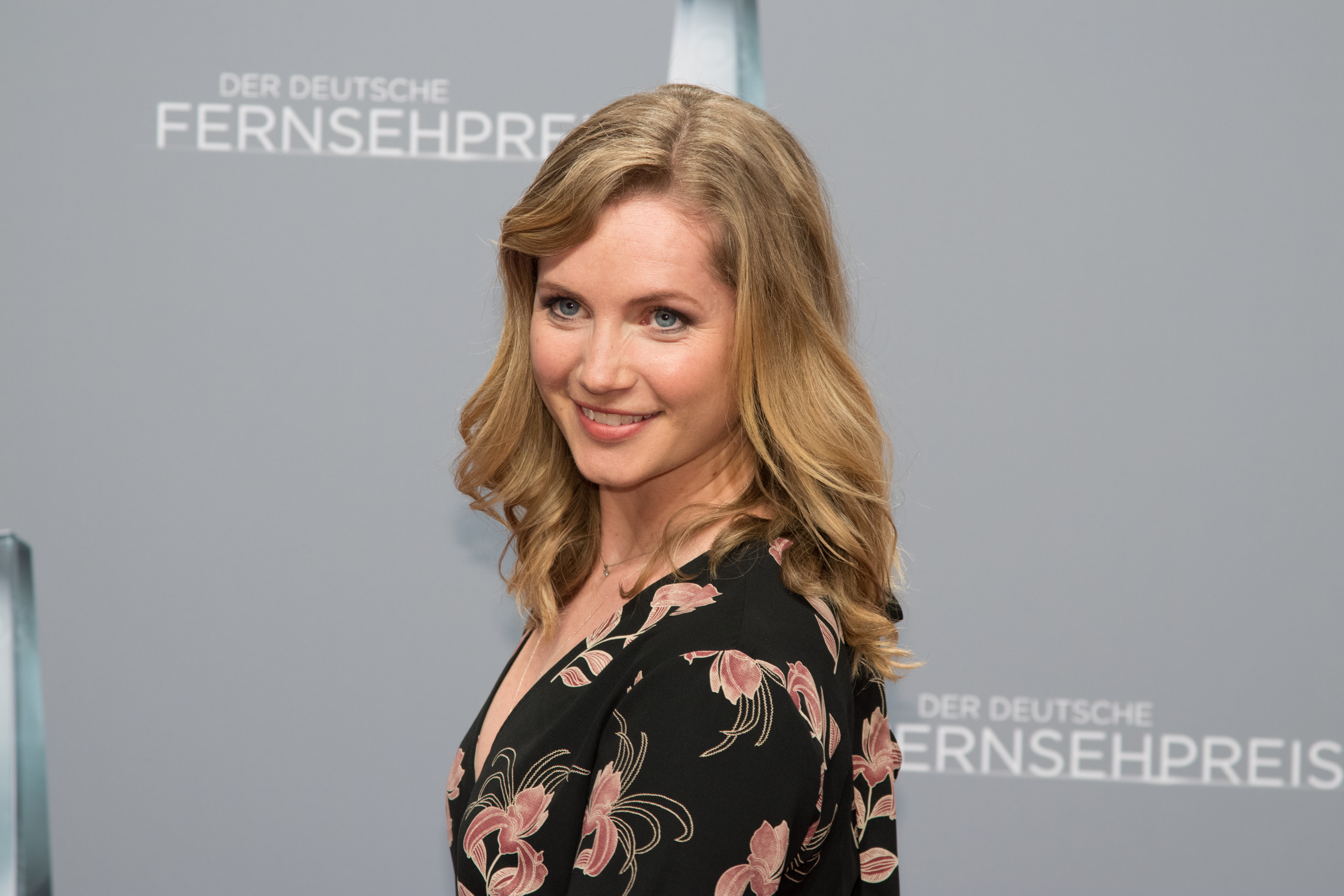
Cornelia Gröschel spielt Nele (Foto von 2018)

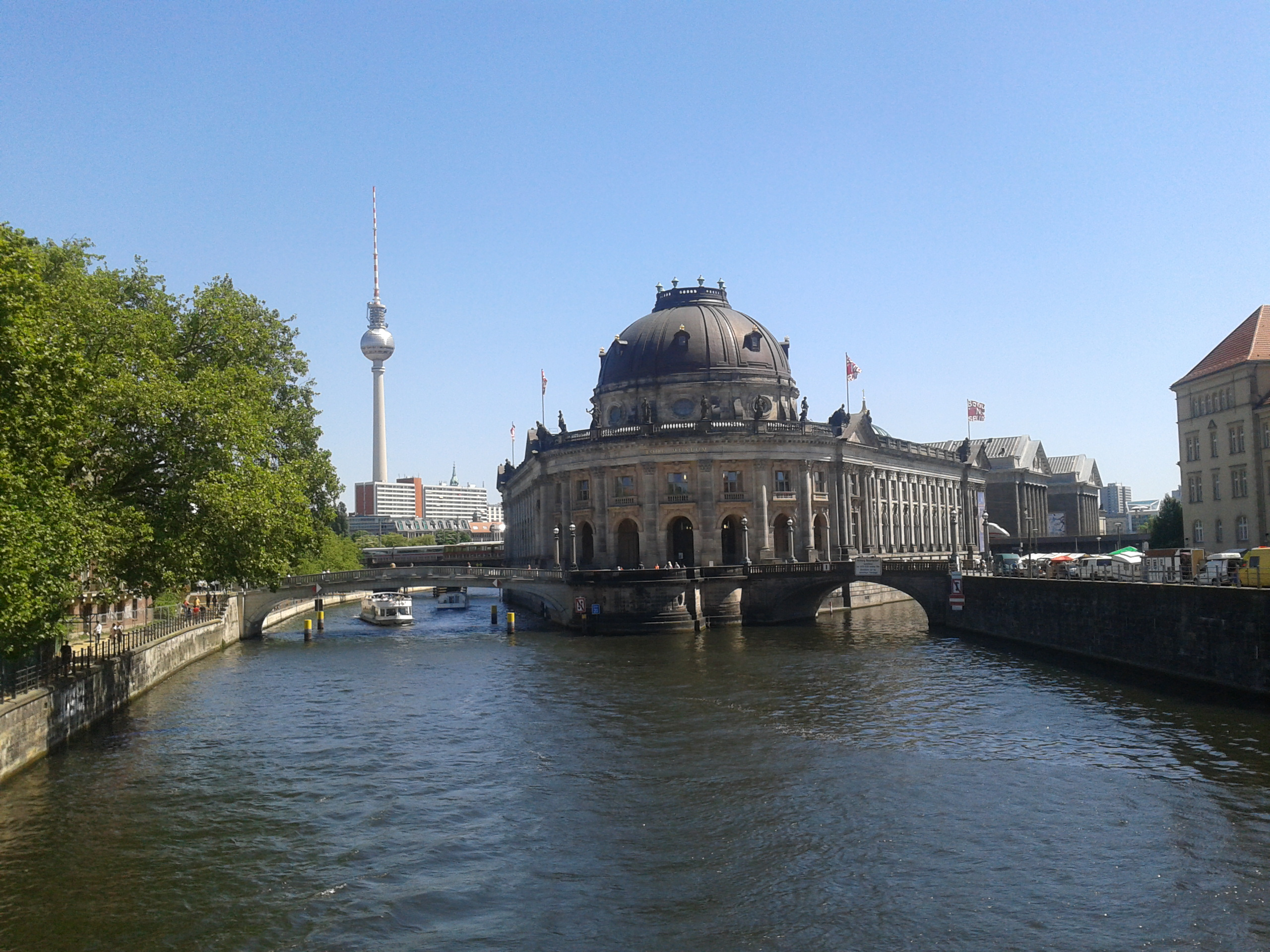
In Berlin bewirbt sich Neles Mutter als Kuratorin (Drehort: Bode-Museum)

Nele in Berlin ist ein deutscher Fernsehfilm von Katinka Feistl aus dem Jahr 2015. In den Hauptrollen spielen Cornelia Gröschel, Katharina Müller-Elmau und August Zirner. Der Film wurde erstmals am 1. März 2015 im Fernsehprogramm des ZDF ausgestrahlt.

## Handlung
Nele Schiller wohnt in Berlin und restauriert leidenschaftlich gern alte Möbel in ihrer kleinen Werkstatt, wofür sie ihr Pharmaziestudium aufgegeben hat. Ihre Eltern dürfen nichts davon wissen, war doch geplant, dass sie die väterliche Apotheke in Bad Homburg übernehmen wird. Obendrein hat sie mit der gefälschten Unterschrift ihres Vaters Hans-Peter einen Kredit aufgenommen, von Neles polnischem Freund wissen ihre Eltern auch nichts.
An einem Wochenende, an dem Neles Mutter Franziska wegen eines Kunstsymposiums nach Berlin fährt, reist Hans-Peter nach einem Anruf spontan auch in die Hauptstadt, um in seinem Mietshaus nach dem Rechten zu schauen. Eigentlich möchte er, der die Stadt überhaupt nicht mag, gern wissen, was seine Frau hier macht. Franziska nutzt nämlich die Gelegenheit, sich auf eine Stelle als Kuratorin im Bode-Museum zu bewerben. Sie plant unter dem Motto „Kinderbilder – Bilderkinder“ Kunstwerke von Künstlern und Kindern gemeinsam auszustellen. Im Museum bekommt sie von zwei jungen Angestellten eine Abfuhr für ihr Konzept, sie hat jedoch eine Idee, wie sie den Leiter doch noch von sich überzeugen könnte.
Als Hans-Peter sich bei Nele ankündigt, muss diese improvisieren, um die Fassade der Pharmaziestudentin aufrechtzuerhalten und die Sache mit dem Kredit zu regeln – alles ausgerechnet an dem Wochenende, an dem sie rund um die Uhr an einem Auftrag arbeiten muss. Hans-Peter trifft bei Nele im Haus auf seinen früheren Kommilitonen Ulli, der in dem Wohnhaus mit Reparaturen aushilft. Er lebt recht bescheiden, ist aber glücklich damit – was der immer strebsame Hans-Peter nicht nachvollziehen kann. Die beiden gehen im Streit ob ihrer unterschiedlichen Weltansichten.
Franziska gelingt es mit Hilfe von Taxifahrer Ajmal, den sie zu Beginn ihres Trips getroffen hat, sich auf eine Galaveranstaltung des Kunstsammlers Gastein einzuschleichen und diesen für ihr Konzept zu begeistern. Gastein würde dem Museum ein Bild leihen, wenn ihr Konzept eingesetzt wird. Aus Freude küsst Franziska Ajmal, verabschiedet sich dann aber nach kurzem Nachdenken von ihm, um zu Hans-Peter zurückzukehren. Am nächsten Morgen erwischt Hans-Peter Nele in ihrer Arbeitskluft und sie gesteht ihm wenig später den Studienabbruch. Er lernt auch Neles Freund kennen. Durch ein Missgeschick stellt sich heraus, dass dieser in Polen Frau und Kinder hat, woraufhin sich Nele von ihm trennt. Hans-Peter verlässt konsterniert von allem das Haus, findet an der Spree ein Kajak und paddelt durch Berlin. Er ist das erste Mal von der Schönheit der verhassten Stadt angetan, kollidiert dann aber mit einem Boot und wird ins Krankenhaus eingeliefert.
Ulli bringt Hans-Peter Sachen ins Krankenhaus und die beiden vertragen sich wieder. Nele und Franziska kommen dazu und die Familie spricht sich aus. Als alle an der Spree entlanglaufen, überlegt Hans-Peter, die Apotheke seiner Assistentin zu überlassen und öfter mal nach Berlin zu fahren, wenn Franziska ihre Kuratorenstelle annimmt.

## Produktionsnotizen
Der Film wurde vom 8. Juli bis zum 7. August 2014 in Berlin und Umgebung gedreht.
Die Szenen von Neles Wohnung und Werkstatt wurde in Berlin-Kreuzberg im Graefekiez gedreht. Das Bode-Museum, in dem sich Franziska bewirbt, liegt auf der Berliner Museumsinsel. Gegenüber dem Museum befindet sich ein Antiquitäten- und Buchmarkt, welcher hier seit 1992 an Wochenend- und Feiertagen öffnet. Die Galaveranstaltung, auf der Franziska auf Kunstsammler Gastein trifft, wurde im Deutschen Historischen Museum gedreht. Die letzte Szene an der Spree wurde in der Nähe des MTV-Gebäudes und des Badeschiffs gedreht.

## Soundtrack
Für den Soundtrack wurden unter anderem folgende Songs verwendet:
- Fritz Kalkbrenner (Pass The Buck)
- Cat Power (3 6 9)
- Small Faces (Itchycoo Park)
- LaBelle (Lady Marmalade)
- Daughter (Youth)

## Rezeption

### Kritiken
Die Redaktion der TV Spielfilm gibt dem Film einen Daumen nach oben und beschreibt den Film als ein „Wohlfühlfilmchen“, der eine nette Besetzung und sonnige Botschaft biete und an seinem Erstausstrahldatum eine Alternative zum mittelmäßigen oder depressiven Programm der anderen Sendern darstelle.
Das Lexikon des internationalen Films schreibt über den Film: „Dramatisch akzentuierte, allzu seicht dahinplätschernde (Fernseh-)Komödie, immerhin mit guten Darstellern.“
Rainer Tittelbach gibt dem Film bei tittelbach.tv insgesamt 4,5 von 6 möglichen Sternen. Der Film sei dramaturgisch in seinen Wendungen zwar nicht überraschend, ließe aber den „Großstadtsommer ins romantische 'Herzkino'-Biotop“ hinein. Dadurch entstünde eine unterhaltsame Familienkomödie. Das Ensemble dieser sich neu erfahrenden und entdeckenden Familie passe sehr gut und sorge für Abwechslung, allerdings hapere es etwas mit dem Dialogwitz und zündenden Gags.

### Einschaltquoten
Bei seiner Erstausstrahlung am 1. März 2015 im ZDF sahen in Deutschland 4,17 Millionen Zuschauer den Film, was einem Marktanteil von 11,4 % für den Sender entsprach.